# Karsten Voigt (Politiker)

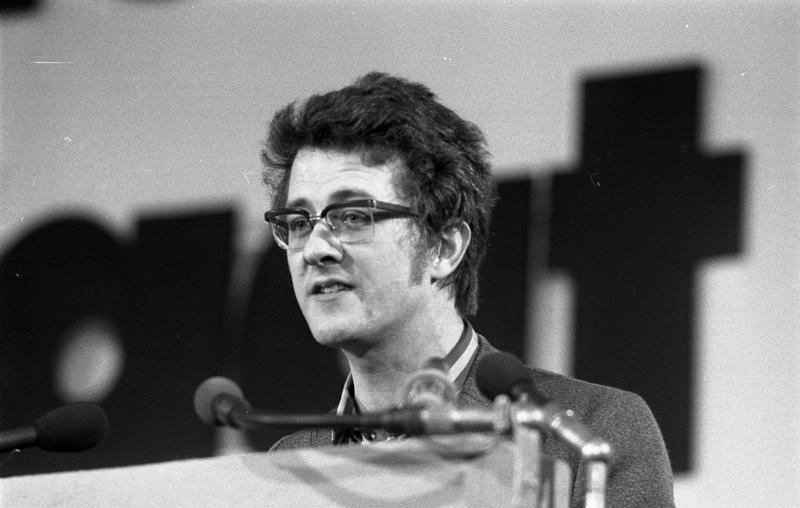
Karsten Voigt (1973)

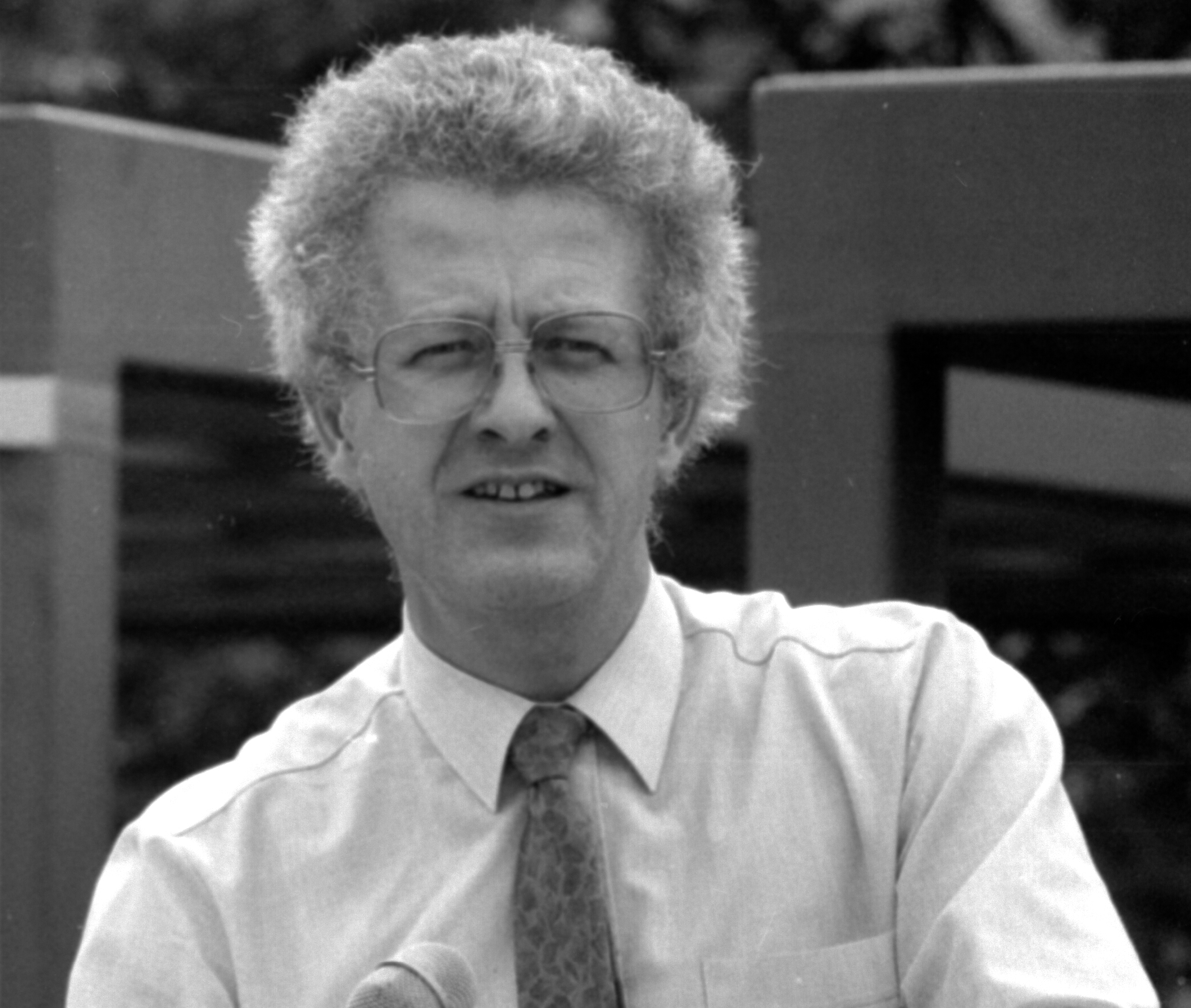
Karsten Voigt, 1985

Karsten Dietrich Voigt (* 11. April 1941 in Elmshorn) ist ein deutscher Politiker (SPD). Von 1976 bis 1998 war er Mitglied des Deutschen Bundestages.

## Leben
Voigt wurde 1941 als Sohn des Kunstverlegers Theodor Voigt der Ärztin Margarethe Voigt, geborene Diedrichsen, in Elmshorn geboren. Er studierte nach dem Abitur 1960 am staatlichen Abendgymnasium St. Georg in Hamburg von 1960 bis 1969 Geschichte, Germanistik und Skandinavistik an den Universitäten Hamburg, Kopenhagen und Frankfurt. Danach wurde er wissenschaftlicher Mitarbeiter der Hamburger Volkshochschule, deren stellvertretender Leiter er dann bis 1976 war, und heiratete 1974 die Stadtplanerin Inge Krebs.
Er wurde Mitglied der SPD und 1968 Mitglied des Unterbezirksvorstandes in Frankfurt. Von 1969 bis 1972 war er Bundesvorsitzender und von 1972 bis 1973 stellvertretender Bundesvorsitzender der Jungsozialisten und damit erster Juso-Vorsitzender nach der Linkswende. Von 1971 bis 1973 war er Vizepräsident und von 1973 bis 1975 Vorsitzender der Kontrollkommission der International Union of Socialistic Youth. Bei der Bundestagswahl 1976 wurde Voigt (Wahlkreis 138) zum ersten Mal in den Bundestag gewählt. Die SPD-Bundestagsfraktion wählte ihn 1976 zum stellvertretenden außenpolitischen Obmann und 1983 zu ihrem außenpolitischen Sprecher; dieses Amt übte der in Frankfurt am Main lebende Voigt bis zu seinem Ausscheiden aus dem Deutschen Bundestag im Jahr 1998 aus. Von 1977 bis 1998 war er Mitglied der Parlamentarischen Versammlung der NATO und von 1989 bis 1993 deren Vorsitzender des Ausschusses für Verteidigung und Sicherheit, von 1992 bis 1994 deren Vizepräsident und von 1994 bis 1996 deren Präsident. Von 1973 bis 2019 war Voigt Mitglied der Kommission für internationale Politik der SPD, über mehrere Jahre hinweg als deren Vorsitzender.
Voigt ist (Stand 2019) Mitglied des Beirats der Atlantischen Initiative. Er ist Mitglied des Kuratoriums des Aspen Institutes in Berlin, des Kuratoriums des Einstein-Forums in Potsdam, des Kuratoriums der Checkpoint-Charlie-Stiftung, des European Leadership Network in London.
Von 1999 bis 2010 war er Koordinator der Bundesregierung für die deutsch-amerikanische Zusammenarbeit. Sein Nachfolger war Hans-Ulrich Klose.

## Auszeichnungen
- 1983 Großes Goldenes Ehrenzeichen für Verdienste um die Republik Österreich[4]
- 1986 Bundesverdienstkreuz I. Klasse
- 1995 Großes Bundesverdienstkreuz
- 1995 Großkreuz am Band mit Stern des Verdienstordens der Republik Ungarn
- 1998 Komtur mit Stern der Republik Polen
- 1998 Großes Silbernes Ehrenzeichen mit dem Stern für Verdienste um die Republik Österreich[5]
- 2001 Manfred-Wörner-Medaille
- 2003 Ehrendoktor der Fairleigh Dickinson University
- 2008 Lucius D. Clay Medaille
- 2017 The Volkmar and Margret Sander Prize of the Deutsches Haus at the New York University “for outstanding contributions to the cultural relationship between the German speaking world and the United States”

## Publikationen
- Wege zur Abrüstung. 1981.
- Nuclear Weapons in Europe. 1983.
- Die Zukunft der USA. 15 Fragen & Antworten zu amerikanischer Politik und Geschichte. 2012 (Download [PDF]).
- Keine deutsche Russlandpolitik über die Köpfe unserer Nachbarn hinweg! Beitrag im ipg-journal.